# Martin Ekström
Martin Eugen Ekström, född 6 december 1887 i Gålsbo i By, död 28 december 1954 i Helsingfors, var en svensk officer som tjänstgjorde i såväl den svenska som den finska armén, samt under 1930-talet partiledare för Nationalsocialistiska blocket. Han var även i tysk och persisk tjänst. År 1988 restes en minnessten för honom i Gålsbo.

## Biografi

### Uppväxt och familj
Ekström föddes som son till pigan Johanna Persdotter och blev fosterson till hennes make Anders Gustaf Ekström i Hovnäs. I sin ungdom flyttade Ekström till Möklinta. Ekström gifte sig med tandläkaren Gladys Ekström och paret fick två barn. Ekström hade sedan tidigare ett barn med en annan kvinna.

### Volontär i artilleriet och tjänst i Persien
Ekström blev 1905 volontär vid Upplands artilleriregemente (A 5), varifrån han i augusti 1911 erhöll avsked som förste konstapel. 1916 blev han sergeant i regementets reserv. Ekström hade från december 1911 till hösten 1915 anställning vid persiska gendarmeriet, varunder han deltog i en mängd strider mot band av stråtrövare och befordrades till kapten. Vid sistnämnda tidpunkt antogs han, som löjtnant i tysk-persisk tjänst, i den armé, som i december samma år vid Ahvepasset och Hamadan kämpade mot ryssarna.

### Vita sidan i Finland
| ”                                               | När dagen inbrutit blev det klart, att endast Ekström lyckats fullständigt lösa sin uppgift. Han hade intagit hela stadsdelen Tammela. Brigaden hade stormat stationen, som stannat i vårt våld och för övrigt var staden intill broarna eller något mindre än hälften vår. Igen hörde vi Ekströms namn i förbindelse med ord av erkännande, beundran och tacksamhet. | „ |
| – Elin Svedlin: Fyra flickor vid fronten (1919) | |   |

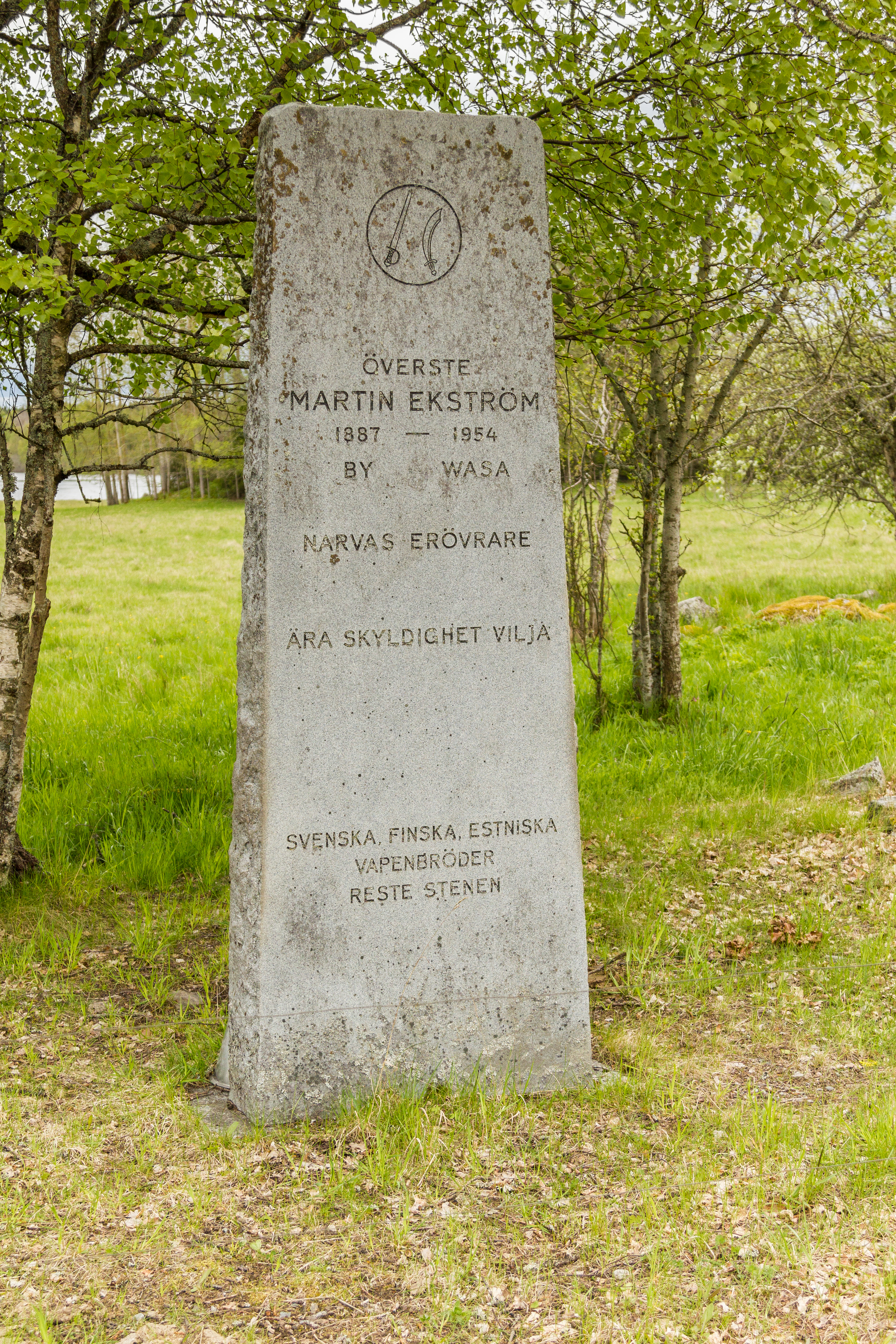
Minnessten i Gålsbo.

År 1916 tog Ekström avsked och återvände till Sverige. Vid finska inbördeskrigets utbrott i januari 1918 fick Ekström anställning som löjtnant i vita armén, inom vilken han befordrades till bataljonschef och major samt, efter Tammerfors intagande den 6 april till överstelöjtnant och chef för Vasa regemente, varmed han verksamt bidrog till Viborgs erövring den 29 april.
Även i Estlands befrielsekrig 1919 deltog Ekström, nu under Martin Wetzers befäl.Han var då utländsk befälhavare för en av honom uppsatt frivillig finsk kår om 300–400 man, varmed han i januari samma år, delvis i förening med estländska trupper, utförde en djärv expedition från Reval mot Narva. Därunder intogs Wesenberg den 9 januari och, genom överrumpling, Narva den 28 januari. Ekström var i maj 1923 estnisk överste och chef för Vasa skyddskår i Finland. Han avböjde Estlands högsta orden, Estlands örnorden med kraschan, då den fordrade att han antog estniskt medborgarskap, och emottog Estlands frihetskors av såväl I som II klass.
Han bosatte sig efter kriget i Vasa, där han förutom att verka som skyddskårschef även drev en cykelhandel med tillhörande verkstad, höll en bensinpump åt bilister och även en tid verkade som fabrikör. Han använde fritiden till jakt och ridsport.

### Ådalshändelserna 1931
När oroligheterna mellan strejkande arbetare, strejkbrytare och svenska myndigheter utbröt i Ådalen 1931 var Ekström fortfarande befälhavare för Vasa skyddskår i Finland. Vid underrättelsen om skottlossningen i Lunde ringde han vännen Otto Järte i Sverige och sade:
| ”                                                                   | Här står det i tidningarna att det är fullt uppror av de röda i Ådalen och att ställningen är allvarlig. Om de svenska myndigheterna inte anser sig kunna bemästra den är jag beredd att på tolv timmar mobilisera mina sju bataljoner svenska skyddskårer i Österbotten, tillhopa 7 000 man. Jag kan också lägga beslag på alla fartyg i Österbottens hamnar och överskeppa styrkan med nödig materiel till Ådalen. | „ |
| – Sivert Wester: Martin Ekström - orädd frivillig i fem krig (1995) | |   |

Under det högerextrema Mäntsäläupproret i Finland vägrade Ekström att låta skyddskårerna i Österbotten ta del i upproret, utan förhöll sig lojal mot president Pehr Evind Svinhufvud. Upproret misslyckades och Lapporörelsen föll ihop. År 1934 tog sedan Ekström avsked från finska armén, för att flytta hem till Sverige och ägna sig åt politik.

### Nationalsocialistisk partiledare
Under några år på 1930-talet var han partiledare för Nationalsocialistiska Blocket. Sitt första offentliga tal som partiledare för Nationalsocialistiska Blocket höll Ekström i Auditorium i Stockholm, den 26 januari 1934. "Han förklarade inledningsvis att han inte var någon talare och han bevisade detta påstående i fortsättningen", skrev man i Aftonbladet. I konkurrentpartiet Nationalsocialistiska Arbetarepartiets tidning Den Svenske Nationalsocialisten ansåg man till och med att Ekström "stod helt främmande för nationalsocialismens ideologi", med hänvisning till hans medlemskap i, den för nazismen förhatliga, Frimurareorden hemma i Finland.
Han var även redaktör för Riksposten.
Ekström var dock egentligen ointresserad av posten som partiledare och hade främst låtit sig övertalas av andra med nazistiska sympatier. Inför 1938 års kommunalval i Göteborg gjordes ett försök att återstarta Nationalsocialistiska Blocket på nytt. Det hela rann dock ut i sanden. Ett misslyckat försök gjorde även i början av 1940-talet, då Eric von Rosen lyckades övertala Birger Furugård att ställa upp. Sven Olov Lindholm sade dock nej, då han inte tyckte sig kunna samarbeta med Martin Ekström.
Efter kriget sammanfattade Ekström sin tid som partiledare med orden: "Det var det dummaste jag gjort".
Vid utbrottet av Vinterkriget anmälde sig Ekström genast som frivillig och blev chef för stridsgrupp III inom Svenska frivilligkåren han deltog även i fortsättningskriget sin bataljonschef inom kustbrigaden i den finska armén. År 1942 reste Ekström till Tyskland för att anmäla sig som frivillig. Han befanns dock för gammal för fälttjänst och fick i övrigt ingen uppmuntran till att engagera sig för Tysklands räkning.
Otto Järte som skrev Martin Ekströms nekrolog i Svenska Dagbladet hävdade där att Martin Ekström aldrig varit nationalsocialist i själ och hjärta. Det har dock bestridits av Martin Ekströms söner.

## Utmärkelser
- Estlands frihetskors, I och II klass
- Finska Frihetskorsets orden, 3:e och 4:e klassen
- Tyska Järnkorset av 2:a klassen